# Universidad Católica de Pereira
La Universidad Católica de Pereira (U.C.P) (antes Universidad Católica Popular del Risaralda) es una universidad colombiana, de carácter privado con sede en la ciudad de Pereira (Risaralda) que cuenta con 13 programas de pregrado y 24 de posgrados. 

## Historia
La universidad nació por la iniciativa de un grupo de jóvenes que buscaban una formación diferente e innovadora en la ciudad de Pereira. De esta forma inició la antes llamada "Fundación Autónoma Popular del Risaralda" en la que se ofrecían los programas de Derecho y Economía Industrial.
En 1973 este grupo de estudiantes le pidió al entonces Obispo Coadjutor de Pereira, Monseñor Darío Castrillón Hoyos, que fuese el rector de la institución y él aceptó. Posteriormente, la Diócesis de Pereira propuso sustituir la Fundación por la creación de una Universidad, a la que se le dio el nombre de "Universidad Católica Popular del Risaralda", y se decidió que la dirección de la institución debería estar a cargo de la Diócesis. Así, el 14 de febrero de 1975, mediante Decreto N°. 865, expedido por la Diócesis de Pereira, se creó oficialmente la universidad.
En el año 2011 toma el nombre actual: Universidad Católica de Pereira.

## Graduados destacados
De esta Alma Mater han egresado varios ilustres personajes de la vida pública de la región, y del país. 
- Kevin Bedoya, Ingeniería en sistemas, Ex gerente operativo Media Commerce.
- Catalina Puerta Velásquez, Administradora de Empresas, Exasesora de la Dirección Nacional del Instituto Colombiano de Bienestar Familiar - ICBF
- Felipe Mejía Lamprea, Arquitecto, Exsubsecretario de Planeación de Pereira
- Luis David Duque García, Comunicador Social, Asesor de Campañas Presidenciales en Latinoamérica
- Javier Monsalve Castro, Economista Industrial, Exgerente del INFI Pereira y Exsecretario de Hacienda del Municipio de Pereira
- Diego Barragan Correa, Administrador de Empresas, Ex Director Nacional de Coldeportes y de La Previsora Seguros, y Exgerente de la Empresa de Acueducto y Alcantarillado de Pereira S.A. ESP.
- Juan Carlos Beltran Cardona, Economista Industrial, actual Vicepresidente Administrativo y Financiero de la Asociación Nacional de Empresarios de Colombia - ANDI, el gremio cúpula más representativo del país.
- Juan Carlos Valencia Montoya, administrador de Empresas, exrepresentante a la Cámara por el Departamento de Risaralda, y exsecretario de Gobierno del Municipio de Pereira
- Enrique Millan Mejía, administrador de Empresas, exgerente Seccional de la ANDI, Ex Director Regional de la Universidad EAFIT, y Ex - Director de la Oficina Comercial del Gobierno de Colombia en Estados Unidos.
- Lina María Mejía Gallon, Administradora de Empresas, Directora Regional de ASOCOLFLORES
- Julián Cárdenas Correa, Economista Industrial, Ex Director Ejecutivo de la Sociedad De mejoras Públicas de Pereira
- Jorge Alejandro Osorio, Economista Industrial, Ex Director Regional de BANCOLDEX
- Hernando Zuluaga, Economista Industrial, Exgerente Regional Bancafe, Exgerente del Club Campestre de Pereira
- Fabio Salazar Trujillo, Economista Industrial, Gerente Regional de ATESA de Occidente
- Jorge Alexis Mejía Bermúdez, Economista Industrial, Exgerente de MEGABUS S.A, y exsecretario de Hacienda del Departamento de Risaralda
- Juan Alejandro Vásquez Ruiz, Gerente del Área de Alimentos y Bebidas del Hotel Port Orleans en el complejo turístico de Walt Disney World en Orlando, Fl. Estados Unidos
- Manuel José Gómez Robledo, Economista Industrial, Gerente de la Empresa de Aseo de Pereira, S.A., ESP.

## Localización
La sede de la Universidad Católica de Pereira está localizada en la ciudad de Pereira, Risaralda, Colombia en la Carrera 21 N.º 49-95 Av. de las Américas.

## Oferta académica

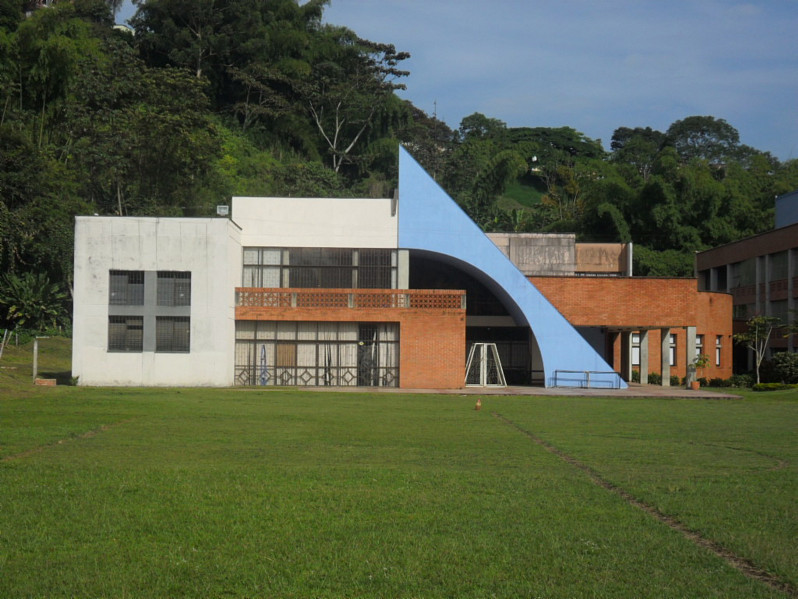
Bloque Buena Nueva, Universidad Católica de Pereira

### Pregrado
Facultad de Arquitectura y Diseño
- Arquitectura (Acreditado en alta calidad)
- Diseño Industrial(Acreditado en alta calidad)
- Diseño Audiovisual (Programa por ciclos propedéuticos)

Facultad de Ciencias Básicas e Ingeniería
- Ingeniería de Sistemas y Telecomunicaciones (Acreditado en alta calidad)
- Ingeniería Industrial
- Tecnología en Desarrollo de Software

Facultad de Ciencias Económicas y Administrativas
- Negocios Internacionales
- Administración de Empresas (Acreditado en alta calidad)
- Mercadeo
- Tecnología en Gestión de Mercadeo

Facultad de Ciencias Humanas, Sociales y de la Educación
- Comunicación Social-Periodismo (Acreditado en alta calidad)
- Psicología (Acreditado en alta calidad)
- Licenciatura en Educación Religiosa (Acreditado en alta calidad)

### Posgrado
Maestrías
- Maestría en Gestión del Desarrollo Regional
- Maestría en Pedagogía y Desarrollo Humano
- Maestría en Estudios Culturales

Especializaciones
- Especialización en Desarrollo del Software
- Especialización en Gestión de Proyectos de Diseño e Innovación
- Especialización en Arquitectura y Urbanismo Bioclimático
- Especialización en Gerencia de la Comunicación Corporativa
- Especialización en Pedagogía y Desarrollo Humano
- Especialización en Finanzas
- Especialización en Economía Pública y Gestión Territorial
- Especialización en Edumática
- Especialización en Psicología Clínica
- Especialización en Intervenciones Psicosociales para la Reducción del Consumo de Sustancias Psicoactivas (SPA)
- Especialización en Psicología Social Comunitaria y Acción Psicosocial
- Especialización en Gestión Humana en las Organizaciones

Doctorados
- Doctorado en Educación en Desarrollo Humano

## Acreditación
La Universidad Católica de Pereira cuenta actualmente con cinco programas de pregrado acreditados de alta calidad por el Ministerio de Educación Nacional, siendo de esta forma la universidad de carácter privado con más programas acreditados en el departamento de Risaralda.

## Biblioteca Cardenal Darío Castrillón Hoyos

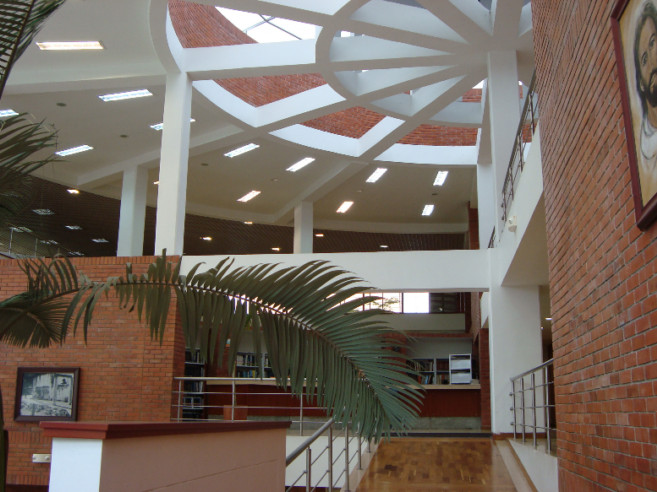
Biblioteca Cardenal Darío Castrillón Hoyos

La Biblioteca Cardenal Darío Castrillón Hoyos (BCDCH) da soporte a la comunidad académica de la Universidad y de la región, suministrando la bibliografía y los recursos que sirven de apoyo a los programas académicos, de investigación y de Proyección social, al desarrollo de la cultura y a la preparación del estudiante.